# Neogossea antennigera
Neogossea antennigera is een buikharige uit de familie Neogosseidae. Het dier komt uit het geslacht Neogossea. Neogossea antennigera werd in 1851 voor het eerst wetenschappelijk beschreven door Gosse. 